# کازوراته سمپیون
کازوراته سمپیون (به ایتالیایی: Casorate Sempione) یک کومونه در ایتالیا است که در استان وارزه واقع شده‌است.

## خصوصیات
کازوراته سمپیون ۶٫۹ کیلومترمربع مساحت و ۵٬۳۳۴ نفر جمعیت دارد و ۲۸۵ متر بالاتر از سطح دریا واقع شده‌است.

## خواهرخوانده
شهرهای Saint-Étienne-de-Saint-Geoirs، Saint-Geoirs و Saint-Michel-de-Saint-Geoirs خواهرخوانده‌های کازوراته سمپیون هستند.